# 遊佐正憲
遊佐正憲（日语：／ Yusa Masanori，1915年1月20日—1975年3月8日），日本游泳選手。他於1936年夏季奧林匹克運動會中奪得4×200米自由泳接力金牌。

## 生平
遊佐正憲出生於香川縣仲多度郡多度津町。遊佐正憲畢業於旧制多度津中学校（現香川県立多度津高等学校）、日本大学。17歳時，遊佐正憲參加1932年夏季奧林匹克運動會，與宮崎康二、橫山隆志、豐田久吉獲得男子4×200米自由泳接力金牌。遊佐正憲因此與宮崎、橫山、豐田獲得1932年朝日體育獎。
1936年夏季奧林匹克運動會、遊佐正憲獲得100米自由泳銀牌。他與新井茂雄、田口正治、杉浦重雄獲得男子4×200米自由泳接力金牌。遊佐正憲因此與新井茂雄、田口正治、杉浦重雄獲得1936年朝日體育獎。
遊佐正憲之後與演員逢初夢子結婚、1942年長女遊佐ナオコ（本名：遊佐真温子）出生。
第二次世界大戰結束後，遊佐正憲擔任日本游泳聯盟技術指導委員。
1975年3月8日、遊佐正憲因胃癌去世。

## 外部連結
- 遊佐正憲選手について
- 日本－水泳ニッポンの意地みせる